# Qarazhal Qalasy
Qarazhal Qalasy är ett distrikt i Kazakstan.   Det ligger i oblystet Qaraghandy, i den centrala delen av landet, 400 km söder om huvudstaden Astana.